# ウィニペグ (フリゲート)
ウィニペグ（HMCS Winnipeg, FFH 338）は、カナダ海軍のフリゲート。カナダ哨戒フリゲート計画により建造されたハリファックス級フリゲートの9番艦で、1995年に就役した。

## 概要
カナダ海軍の太平洋海上軍（MARPAC）に配備されており、エスクィマルト基地を母港とする。
カナダ海軍の同名の艦艇としては、第二次世界大戦中に就役したアルジェリン級掃海艇のウィニペグ（HMCS Winnipeg, J337）に続いて2隻目である。

## 艦歴
ニューブランズウィック州セントジョンのセントジョン造船所で1993年3月20日に起工され、1994年6月25日に進水、その後、1995年6月23日に就役した。
2010年8月12日、スリランカからタミル人難民を運んでいたタイ王国船籍の貨物船MV Sun Seaをブリティッシュ・コロンビアの沿岸で検挙した。
2012年4月、18ヵ月間かけてHCM/FELEX（Halifax Class modernisation programme / frigate life extension）計画に基づいた中間寿命改修および近代化を行うため、シースパン・マリン・コーポレーションのビクトリア造船所に引き渡された。2013年4月10日、改修を終えてエスクィマルト基地に戻ったが、4月23日、アメリカン・シーフード・カンパニーの大型トロール船American Dynastyに衝突され、6名が負傷した。その後、運用試験を経て、2014年に運用状態となった。
2014年10月、同型艦のカルガリー（HMCS Calgary, FFH 335）、キングストン級哨戒艇ブランドン（Brandon, MM 710）およびイエローナイフ（HMCS Yellowknife, MM 704）とともにサンフランシスコ・フリート・ウィークおよび米海軍とのタスクグループ演習（TGEX2014）に参加した。
2015年1月、中央アメリカ周辺海域およびカリブ海諸国における違法人身売買に対する多国籍共同作戦であるカリブ作戦に参加するため、東太平洋に配備された。
その後、6月に北大西洋条約機構（NATO）のに参加するため、パナマ運河を通過して地中海へ展開した。
2016年1月、最初のカナダ海軍の艦艇として初めてペナンへ寄港、シンガポールにも寄港した後、2月23日に帰還した。
2020年10月から、国連安保理決議により禁止されている北朝鮮籍船舶の「瀬取り」を含む違法な海上活動に対し、東シナ海を含む日本周辺海域において警戒監視活動を実施。11月17日、九州西方において海上自衛隊護衛艦「しまかぜ」と日加共同訓練（KAEDEX20）を実施した。
2021年9月中旬から、国連安保理決議により禁止されている北朝鮮籍船舶の「瀬取り」を含む違法な海上活動に対し、東シナ海を含む日本周辺海域において警戒監視活動を実施した。
同年11月9日、九州西方海域において日加共同訓練(KAEDEX21)に参加。海上自衛隊護衛艦「じんつう」と各種訓練を実施。「じんつう」艦長は、「今回の共同訓練を通じて、本艦の戦術技量の向上及び加海軍との連携の強化を図りました。カナダ海軍は、「自由で開かれたインド太平洋」の実現という同じ目標を共有するアジア太平洋地域の重要なパートナーであり、日加海軍種は、機会を捉えて共に活動しています。」と述べた。
2022年6月29日から8月4日にかけて、「バンクーバー」とともにハワイ諸島及び同周辺海空域等において実施された米海軍主催多国間共同訓練（RIMPAC2022）に参加し、対艦ミサイル（ハープーンミサイル）発射訓練等を実施した。同年8月9日、海上自衛隊護衛艦「いずも」・「たかなみ」、ニュージーランド海軍補給艦「アオテアロア」と日加新共同訓練を実施した。9月21日から23日には、マレーシア沖からシンガポール沖に至る海空域において「いずも」・「たかなみ」と日加共同訓練（KAEDEX22）を実施し、引き続き9月23日から10月1日にかけては南シナ海海空域において、「いずも」・「たかなみ」に加え、海自潜水艦、米海軍駆逐艦「ヒギンズ」、補給艦「ビッグ・ホーン」と日米加共同訓練（ノーブル・レイヴン22‐2）を実施した。
同年10月21日、「バンクーバー」とともに海上自衛隊呉基地に寄港した。2隻はこれまで日本の近海で自衛隊やアメリカ軍と共同訓練を行ったほか、北朝鮮の船舶が洋上で物資を積み替える、「瀬取り」などの違法な海上活動の監視にあたってきた。今回は親善も兼ねて呉に24日まで寄港した。その後、「バンクーバー」とともに海上自衛隊横須賀基地に入港し、海上自衛隊が実施した令和4年度国際観艦式に伴う「フリートウィーク」に参加し、一般公開を行い、11月6日には相模湾において挙行された令和4年度国際観艦式に参列した。

## ギャラリー

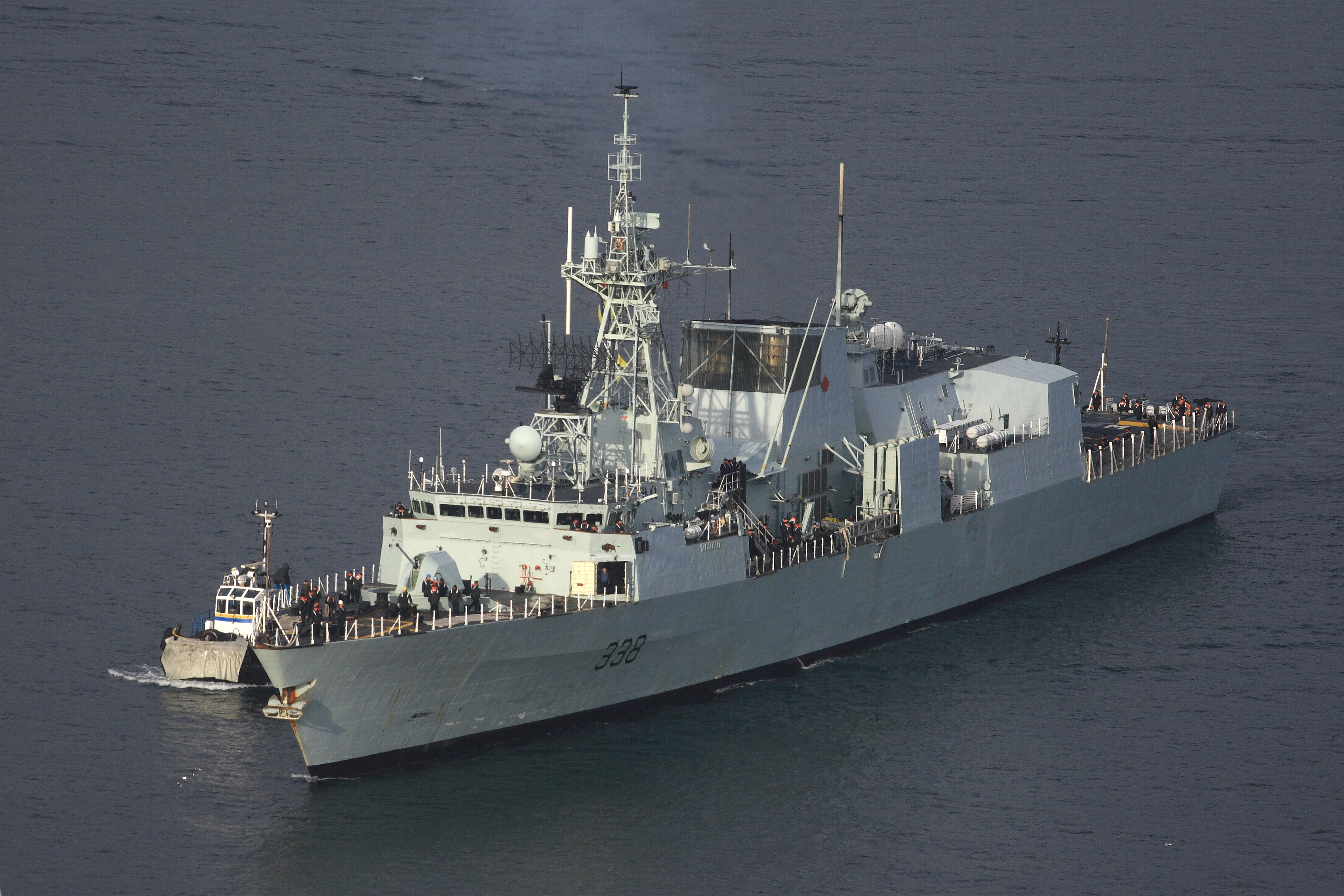
バンクーバーにおける「ウィニペグ」（2007年）
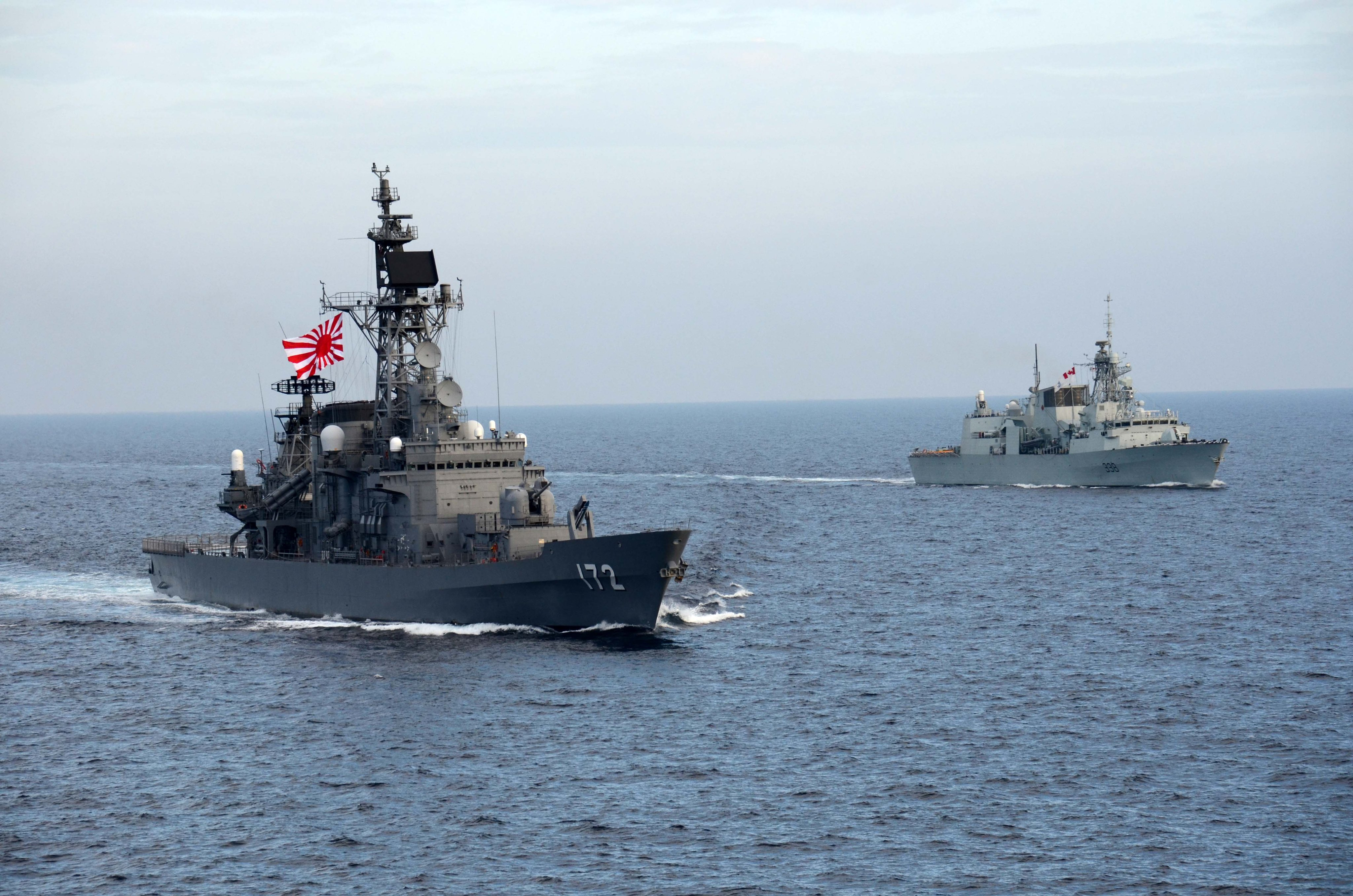
日加共同訓練中の海上自衛隊護衛艦「しまかぜ」と「ウィニペグ」
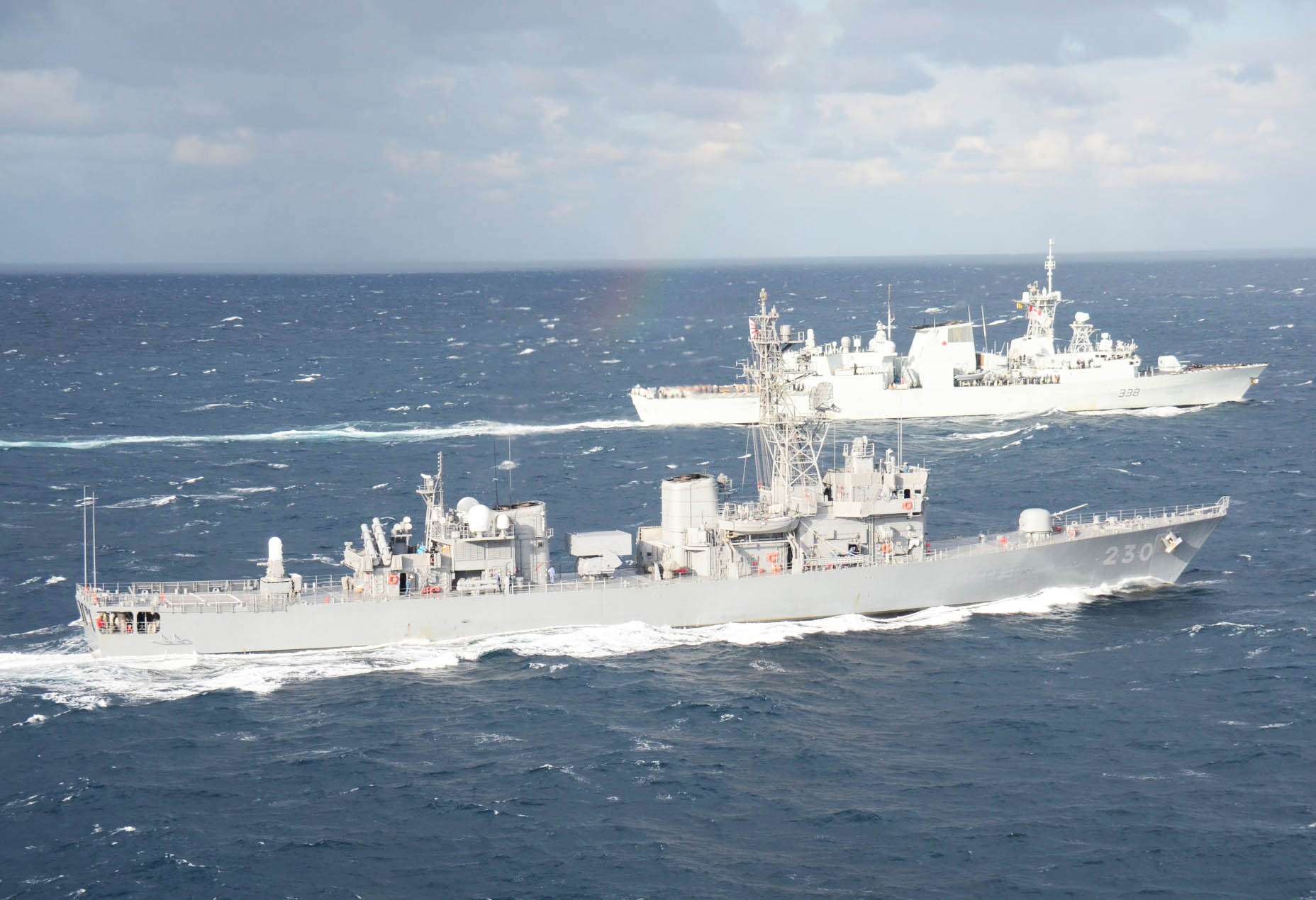
KAEDEX21に参加する「ウィニペグ」と海上自衛隊護衛艦「じんつう」(DE-230)
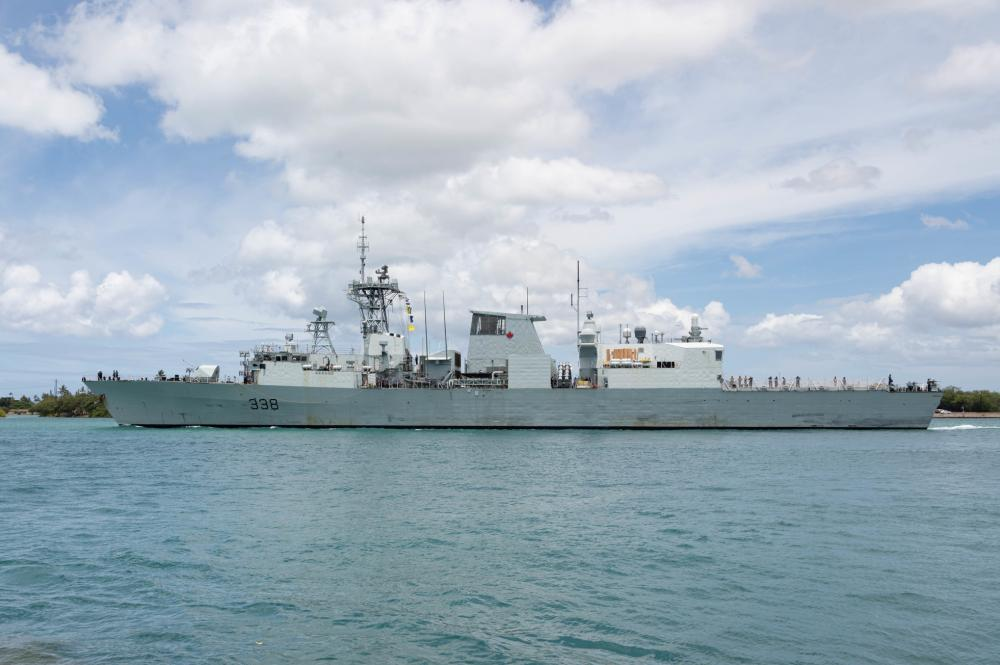
RIMPAC 2022 に向けてパールハーバーを出港する「ウィニペグ」
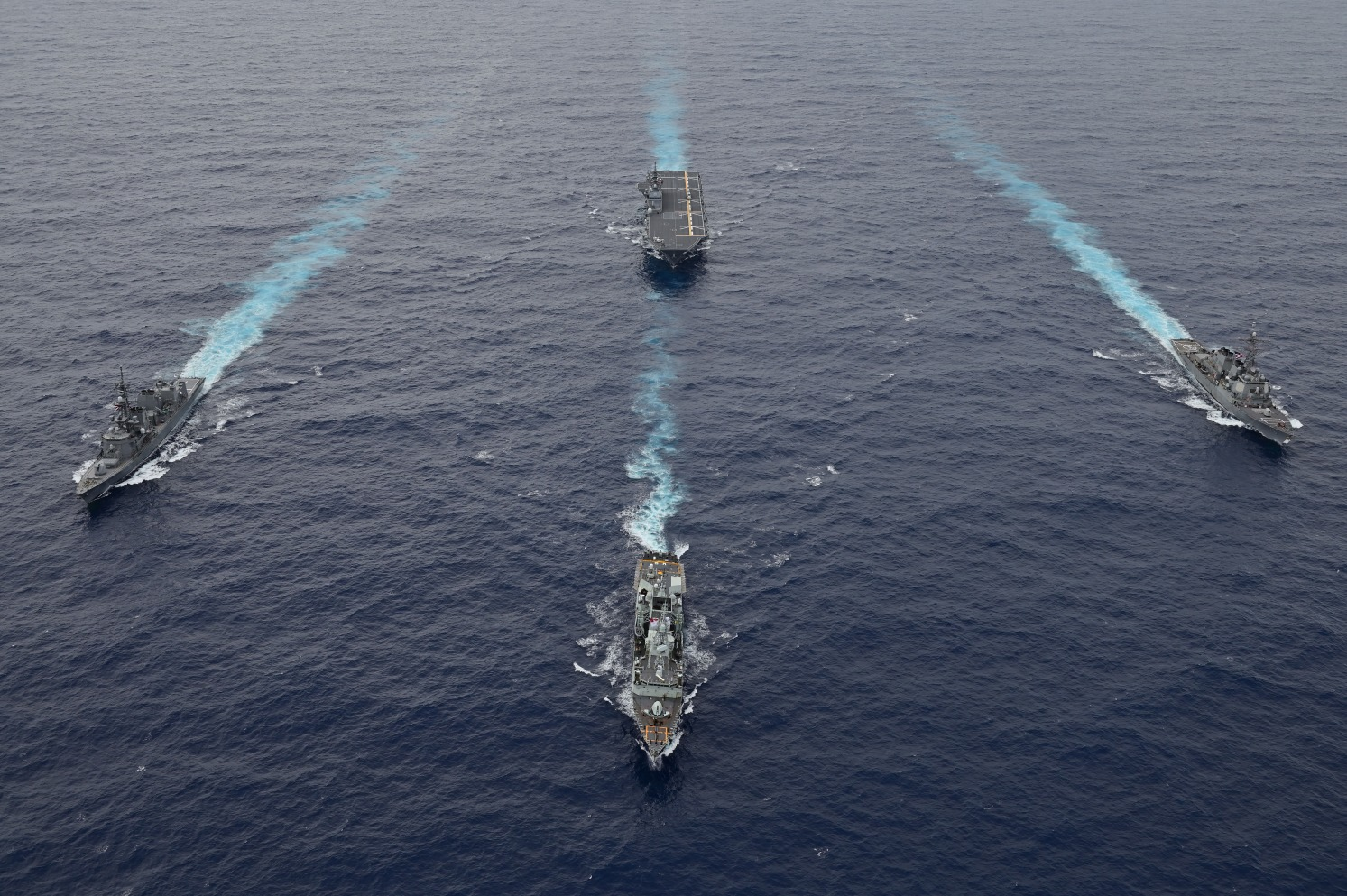
日米加共同訓練(NOBLE RAVEN 22-2)の様子（先頭が「ウィニペグ」）
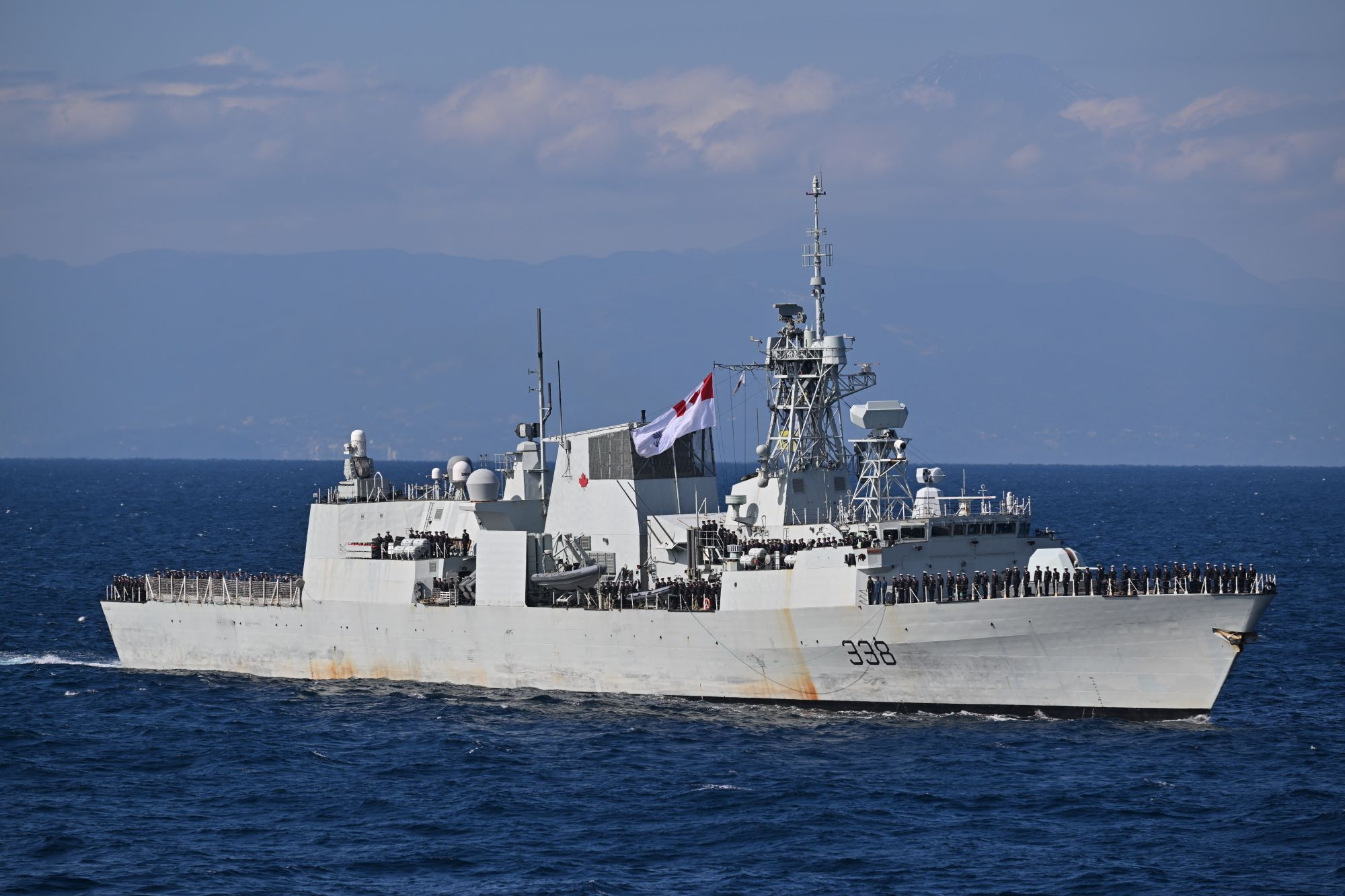
令和4年度国際観艦式に参加している「ウィニペグ」